# Елисеев, Сергей Валерьевич
Сергей Валерьевич Елисеев (28 мая 1972) — советский и российский футболист, играл на позиции полузащитника и нападающего.

## Карьера
Воспитанник московского ЦСКА, в 1989 году попал в заявку клуба, однако выступал за дублирующий состав до 1991 года. В конец сезона 1991 года доигрывал в «Волочанине». После распада СССР перешёл в клуб «Звезда-Русь» Городище. В 1993 году вернулся в ЦСКА-2, откуда через полгода отправился в «Металлург» Магнитогорск. В 1994 году перешёл в «Динамо-Газовик» Тюмень, за который в высшей лиге дебютировал 19 апреля 1994 года в выездном матче 2-го тура против «Ротора», выйдя на 56-й минуте встречи на замену Николаю Ковардаеву. В 1995 году играл за «Шинник». Далее выступал за «Рубин» и «Самотлор-XXI». Карьеру завершил в 1998 году в костромском «Спартаке».